# Prince
Prince Rogers Nelson (7. června 1958 Minneapolis – 21. dubna 2016 Chanhassen) byl americký zpěvák, multiinstrumentalista, textař, producent, podnikatel, sexsymbol a výrazná osobnost světové hudební scény.

## Život
Narodil se do hudebnické rodiny – jeho otec John Nelson působil v triu soustředěném kolem jazzového zpěváka Prince Rogerse, dle něj také dostal symbolicky křestní jméno Rogers a později si osvojil 'Prince' a zvolil si ho za svůj pseudonym. Už od dětství se jevil jako talentované dítě, jehož nadání rozhodně nebylo mařeno. Učil se hrát prakticky na cokoliv, k čemu se dostal, výsledkem bylo, že už v sedmi letech hrál na klavír, ve 12 letech uměl hrát na 25 hudebních nástrojů. Postupně se dopracoval k prakticky perfektnímu multiinstrumentalismu, kdy byl schopen ovládat prakticky libovolný hudební nástroj.
V jeho devíti letech, záhy po narození sestry Tiky Eveney, se jeho rodiče rozvedli, což ho velmi těžce zasáhlo. Měl poté závažně problematické vztahy s otčímem a opakovaně utíkal z domova. Nakonec tedy zůstal u otce, který mu v té době koupil první kytaru. Ve 13 letech byl přistižen otcem při souloži s kamarádkou ze sousedství a byl vyhozen z domu. Krátký čas dokonce žil na ulici. Azyl nakonec našel u rodiny Andreho Andreasena, kamaráda a budoucího spoluhráče z Grand Central.

### Hudební začátky
Ve 14 letech začal hrát právě ve skupině Grand Central (později Champagne, kterou tvořil Andre Andreasen, Princův bratranec Charles Smith a on sám), dva roky nato působil ve formaci Flyte Tyme a známou se stala též jeho účast v projektu 94East. Právě zde se mu zřejmě podařilo upozornit producenty a tak v roce 1976 už pracoval sólově. Díky Chrisu Moonovi podepsal smlouvu s Warner Music na tři řadová alba a výsledkem byla na přelomu let 1977/1978 jeho první samostatná deska s názvem For You (vše si nahrál, napsal a zprodukoval sám – to samé pak aplikoval na všechny své desky. Na bookletu pak lze najít již tradiční větu: „Produced, Arranged, Composed and Per4med by Prince“).

### Zrození hvězdy
Deska For You pro něj nesplnila to, co od ní on sám očekával a tak se vrhnul dál a se svou doprovodnou kapelou.
Desku s názvem Prince vydal o rok později. V jeho kariéře je to deska zlomová, neboť obsahuje první velký hit – „I wanna be your lover“. Písnička směřuje k Patrice Rushen (americká r’n’b diva, textařka, producentka, polyinstrumentalistka), do které se doslova zbláznil, a bez nadsázky na ní loudí jednu noc. Odtud se také začíná datovat jeho posedlost sexem nabitými texty.
V roce 1981 soustřeďuje anonymně veškeré své aktivity do ’nově’ založené kapely The Time, s níž vydal stejnojmennou desku. Brzo však vyšlo najevo, že se jedná o původní doprovodnou kapelu a že The Time kapely Jamie Starr je ve skutečnosti Prince.
O rok později se vrátil k pseudonymu Prince a doprovodný soubor přejmenoval na The Revolution, navázal spolupráci s ryze dívčí formací Vanity 6.
V roce 1982 vydal se svou doprovodnou kapelou dvojalbum 1999 obsahující megahit „Little red corvette“, s melodickým refrénem, líbivým disco soundem, rockovou energií a obscénním textem (tento singl dosáhl na samotné čelo amerického žebříčku).
V témže roce měl premiéru další jeho projekt, kde se poprvé pustil do neznáma, které propojuje hudbu a film (začala ho bavit filmová produkce). Do kin tak přišel snímek Purple Rain (získal Oscara za hudbu. Později v roce 1984 vyšlo i stejnojmenné album s téměř devítiminutovou baladou „Purple rain“, za níž obdržel cenu Grammy a dosáhl vrcholu amerického žebříčku. Ve filmu se objevily i jeho další velké hity jako „Let’s go crazy“ nebo „When Doves cry“. Poté navázal spolupráci s perkusionistkou Sheilou E. (a naopak on sám hostoval na její desce, tenhle postup pak zopakoval ještě několikrát s jinými ženami).
V roce 1985 už se jako jeho doprovodná skupina objevilo Apollo 6, s jejíž hlavní zpěvačkou Apollonií nazpívá několik duetů (Apollonia je herečka a modelka Patricia Kotero, hraje také jednu roli v Purple rain. K ní se pak přidaly dvě dívky z předešlých Vanity 6 a společně utvořily trio Apollo 6). Zároveň s tím vydal další řadé album Around The World In A Day, jejíž hit „Raspberry beret“ se stal prvním na jeho vlastní značce Paisley Park. Kromě názvu labelu se jedná o gigantický nahrávací komplex, který byl oficiálně otevřen v roce 1986 na předměstí Minneapolisu, zahrnující mimo jiné tři nahrávací studia vybavená nejmodernější technikou, obrovský zkušební sál s pódiem, ateliéry k nahrávání klipů, filmů a reklam, baletní sál a další prostory a vybavení pro absolutní umělcovu svobodu. Zde se, mimo své vlastní tvorby, zabývá (často pod různými pseudonymy) komponováním hudby pro jiné interprety. V roce 1990 například zaujal svou skladbou „Nothing Compares 2 U“ v podání irské zpěvačky Sinéad O'Connor.

### Ne vše se podaří…
V roce 1986 se poprvé stáhl do ústraní, kde se věnoval hlavně producentské práci a psaní písniček jiným interpretům. Učinil tak po neúspěchu svého druhého filmu Under the Cherry Moon a vynikajícího paralelního alba Parade (zaboduje hit „Kiss“).
V roce 1987 sklidilo úspěch jeho nové album s opět novou doprovodnou skupinou. Dokonce chtěl natočit s Michaelem Jacksonem duet jako titulní píseň nového alba, ale nakonec postupně oba od projektu odstoupili. Natočil tedy The Black Album, které ovšem bylo vydáno pouze v nákladu 100 kopií, ale díky pirátům se rozšířilo a stalo se opět velmi úspěšným. Album bylo více funkové, ubylo eroticky laděných textů a přibyla ponurost a temnota. Zajímavostí je, že oficiálního vydání se deska dočkala až v roce 1994.
Následovalo album Lovesexy, které nebylo úspěšné. Jeho nemalé naděje do něj vkládané byly ty tam, peníze vydané na neúspěšné a z části zrušené turné také. Po zklamání natočil v roce 1989 soundtrack k filmu Batman s úspěšnou písní v čele – „Batdance“. Toto jej katapultovalo opět na vrchol amerických žebříčků a on si tím napravil nejen reputaci, ale i sebevědomí a sebedůvěru.

### Diamonds and Pearls, do roku 2003 poslední komerčně úspěšná deska
V roce 1991 vydal desku Diamonds and Pearls, jejíž singl „Cream“ byl opět na špice hitparád.
V roce 1992 pracoval na albu Kate Bushové The Red Shoes.

### Love symbol = budoucích 10 let
Od roku 1993 se datovaly jeho věčné spory, rozpory, excesy a odchody od nahrávacích firem, které doprovázel křik o omezování umělcovy svobody. Odtud až do roku 2000 neužíval svého pseudonymu a za své umělecké jméno stanovil speciální symbol, zvaný ’Lovesymbol’.
Tímto symbolem také označil své 12. album v řadě (záhy bylo kritiky přejmenováno na The love symbol album) a do bookletu se podepsal, hlavně díky praktické nevyslovitelnosti symbolu, jako „TAFKAP“ (což je zkratka pro „The Artist Formerly Known As Prince“, někdy také jen jednoduše „The Artist“).
Téhož roku vydal na žádost vydavatelství Warner Music trojalbum největších hitů „The Hits/The B-Sides“. Nastalo ještě více zesílené období Princových revolt nejen vůči Warner Music, vydával nespočet materiálů, pod nejrůznějšími pseudonymy. Dokonce chodil na veřejnosti s nápisem ’SLAVE’ (= otrok) na tváři. Vydal nespočet věcí za zády Warneru a vydělával na nich.[zdroj?]
1994 vydal pod zcela nezávislým labelem Bellmark velmi úspěšné album The Most Beautiful Girl In The World, které předběhlo v prodejnosti Warnery vydané The gold experience.
1996 vydalo Warner Music další řadové album Chaos and Disorder, což byl od nich poslední materiál, který vydali, a zároveň šlo také o nejméně komerčně i z hlediska kritiky úspěšné album. Zároveň s tím byl rád, že mu vypršela smlouva, a tak založil svůj vlastní nezávislý label NPG Records (distribuce EMI) a hned vydal album Emancipation, na němž se také poprvé objevily coververze jeho oblíbených songů. Zároveň se oženil se svou doprovodnou tanečnicí Maytou Garcia, se kterou vydržel v manželství jen dva roky, pak spolu ale dál žili, dokonce sňatek obnovili, až v roce 2000 se rozešli definitivně.
V roce 1999 neodolal gigantickému labelu Arista a upsal se jim na jednu desku s názvem Rave Un2 The Joy Fantastic, která komerčně velmi zklamala a Arista už smlouvu neobnovila.
Na přelomu tisíciletí definitivně v rámci svého jména opustil ’Lovesymbol’ a vrátil se k pseudonymu Prince, zároveň podepsal smlouvu s Warner Chappell. Symbolu se ale nevzdal úplně a známá je třeba fialová elektrická kytara v podobě tohoto znaku, kterou si nechal vyrobit.

### One nite alone…live! and forever!!
V roce 2001 si vzal za manželku Manuelu Testolini (zaměstnankyni vydavatelství). Stal se členem náboženské organizace Svědků Jehovových, zřekl se veškerých svých skladeb, které by jen naznačovaly něco sexuálního, vyřadil je i z koncertního repertoáru. A víceméně další tři roky distribuoval alba a nové věci jedině přes internet a stal se tak průkopníkem této cesty šíření hudby, která je dnes tak běžná. (Desky: The Rainbow children – 2001, vydal dokonce první živý záznam svého koncertu na dvd s názvem One Nite Alone… Live! nebo také celou instrumentální desku N.E.W.S. z roku 2003).
Zhruba od února 2004 obnovil své špičkové postavení. Začalo to vystoupením na předávání Grammy, kde byl narychlo povolán na vystoupení s Beyoncé Knowles, kvůli vypadnuvšímu vystoupení ztrapněné Janet Jackson, kvůli odhalenému ňadru na Super Bowl. Společně s Beyoncé zahráli a zazpívali „Purple Rain“ a ještě pár písní z filmu a také „Crazy in Love“ právě od ex-destiny's child. Šlo o jedno z nejsilnějších vystoupení tohoto večera.

### Do síně slávy
Nejprve byl Aliciou Keys, Big Boiem a André 3000 uveden do rock'n'rollové síně slávy, aby v dubnu téhož roku (2004) vydal desku Musicology (tentokrát u Columbia Records), která zaznamenala velký úspěch[zdroj?] a stejně tak turné k tomuto albu, taktéž obdržel dvě Grammy za nejlepší mužské živé vystoupení v kategorii r'n'b (za píseň „Call my Name“), byl i v nominaci na nejlepší r'n'b album a písničku. Album se tak stalo nakonec komerčně (i v očích kritiky) úspěšné; první od dob Diamonds a Pearls v roce 1991.
V roce 2006 vydal album 3121 s opět erotikou nabitým hitem „Black Sweat“, druhým singlem je „Fury“. Album bylo komerčně ještě lepší než předchozí Musicology.
Dne 21. dubna 2016 byl nalezen mrtvý ve svém nahrávacím studiu v Chanhassenu, v Minnesotě. 2. června uvedla agentura AP, že Prince zemřel na předávkování opiáty.

## Diskografie
- For You (1978)
- Prince (1979)
- Dirty Mind (1980)
- Controversy (1981)
- 1999 (1982)
- Purple Rain (1984)
- Around the World in a Day (1985)
- Parade (1986)
- Sign o' the Times (1987)
- Lovesexy (1988)
- Batman (1989)
- Graffiti Bridge (1990)
- Diamonds and Pearls (1991)
- Love Symbol Album (1992)
- Come (1994)
- The Black Album (1994)
- The Gold Experience (1995)
- Chaos and Disorder (1996)
- Emancipation (1996)
- Crystal Ball (1998)
- The Vault: Old Friends 4 Sale (1999)
- Rave Un2 the Joy Fantastic (1999)
- Rave In2 the Joy Fantastic (2001)
- The Rainbow Children (2001)
- One Nite Alone… (2002)
- Xpectation (2003)
- C-Note (2003)
- N.E.W.S (2003)
- The Chocolate Invasion (2004)
- The Slaughterhouse (2004)
- Musicology (2004)
- 3121 (2006)
- Planet Earth (2007)
- Lotusflow3r / MPLSound (2009)
- 20Ten (2010)
- Plectrumelectrum (2014)
- Art Official Age (2014)
- HITnRUN Phase One (2015)
- HITnRUN Phase Two (2015)

## Koncertní turné
- Prince Tour (1979–80)
- Dirty Mind Tour (1980–81)
- Controversy Tour (1981–82)
- 1999 Tour (1982–83)
- Purple Rain Tour (1984–85)
- Hit n Run – Parade Tour (1986)
- Sign o' the Times Tour (1987)
- Lovesexy World Tour (1988–89)
- Nude Tour (1990)
- Diamonds and Pearls Tour (1992)
- Act I and II (1993)
- The Ultimate Live Experience (1995)
- Gold Tour (1996)
- Love 4 One Another Charities Tour (1997)
- Jam of the Year Tour (1997–98)
- New Power Soul Tour/Festival (1998)
- Hit n Run Tour (2000–01)
- A Celebration (2001)
- One Nite Alone… Tour (2002)
- 2003–2004 World Tour (2003–04)
- Musicology Tour (2004)
- 3121 Las Vegas Residency (2006–07)
- Earth Tour (2007)
- 20Ten Tour (2010)
- Welcome 2 (2010–11)